# PoW show II – Andra varvet runt
PoW show II (eller PoW show II – Andra varvet runt), som spelades 1974, var en scenproduktion av Knäppupp AB med Povel Ramel och Wenche Myhre på scen.
All text och musik skrevs av Povel Ramel, och för regi svarade Jackie Söderman. Curt Peterson var producent och musiker var Göran Lindberg, Sven Olson, Lasse Pettersson och Björn Ågeryd.
PoW show II hade premiär den 1 februari 1974 på Kronprinsen i Malmö och fortsatte kvällen därefter till Berns i Stockholm. Därefter spelades den på Rondo i Göteborg och turnerade sedan i folkparker över Sverige samt även på Gröna lund i Stockholm.